# 芦北警察署
芦北警察署（あしきたけいさつしょ）は、熊本県警察所管の警察署である。

## 所管区域
- 葦北郡芦北町

## 所在地
- 熊本県葦北郡芦北町大字芦北2784-4
- 国道3号沿い

## 沿革
- 1948年1月27日 - 芦北地区警察署に改称。管轄区域は葦北郡湯浦村、吉尾村、大野村、二見村、百済来村、田浦村、久木野村、津奈木村。佐敷町は佐敷町警察署の管轄になる。[1]
- 1951年10月1日 - 湯浦村の町制施行により、管轄区域は葦北郡湯浦町、吉尾村、大野村、二見村、百済来村、田浦村、久木野村、津奈木村となる。
- 1954年6月30日 - 佐敷町警察署を廃止。
- 1954年7月1日 - 芦北地区警察署を芦北警察署に改組。管轄区域は葦北郡佐敷町、湯浦町、吉尾村、大野村、二見村、百済来村、田浦村となる。久木野村と津奈木村を水俣警察署に移管[1]。
- 1955年1月1日 - 葦北郡佐敷町、吉尾村、大野村が合併して芦北町になったため、管轄区域は葦北郡葦北町、湯浦町、二見村、百済来村、田浦村となる。
- 1957年1月1日 - 葦北郡二見村が八代市に編入されたため、八代警察署に移管。管轄区域が葦北郡葦北町、湯浦町、田浦村、百済来村となる。
- 1957年4月1日 - 葦北郡田浦村が町制施行により田浦町になったため、管轄区域が葦北郡葦北町、湯浦町、田浦町、百済来村となる。
- 1961年4月1日 - 葦北郡百済来村が八代郡上松求麻村、下松求麻村と合併して八代郡坂本村になったため、八代警察署に移管。管轄区域が葦北郡葦北町、湯浦町、田浦町となる。
- 1969年3月1日 - 葦北郡湯浦町が葦北町と合併して芦北町になったため、管轄区域が葦北郡芦北町、田浦町となる。
- 2005年1月1日 - 葦北郡田浦町が芦北町と合併して芦北町になったため、管轄区域が葦北郡芦北町となる。

## 交番・駐在所
| 名称       | 読み     | 所在地                       |
| ---------- | -------- | ---------------------------- |
| 湯浦交番   | ゆのうら | 葦北郡芦北町大字湯浦197-1    |
| 天月駐在所 | あまつき | 葦北郡芦北町大字天月1260-2   |
| 田浦駐在所 | たのうら | 葦北郡芦北町大字田浦町1160-6 |